# Magny-le-Freule
Magny-le-Freule ist eine Ortschaft im französischen Département Calvados in der Normandie. Bis 2016 war sie eine eigenständige Gemeinde und ein Mitglied der Communauté de communes de la Vallée d’Auge. Sie gehörte zum Kanton Mézidon-Canon im Arrondissement Lisieux und ging mit Wirkung vom 1. Januar 2017 in der neu geschaffenen Gemeinde Mézidon Vallée d’Auge, einer Commune nouvelle, auf. Seither ist sie eine Commune deleguée. Die Bewohner nennen sich Magnyfreulien. Die Nachbarorte sind Bissières im Nordwesten, Méry-Corbon im Nordosten, Biéville-Quétiéville im Osten, Mézidon-Canon im Süden, Ouézy im Südwesten und Croissanville im Westen.

## Bevölkerungsentwicklung
| Jahr      | 1962 | 1968 | 1975 | 1982 | 1990 | 1999 | 2008 | 2016 |
| --------- | ---- | ---- | ---- | ---- | ---- | ---- | ---- | ---- |
| Einwohner | 354  | 287  | 268  | 297  | 331  | 313  | 298  | 342  |

## Sehenswürdigkeiten

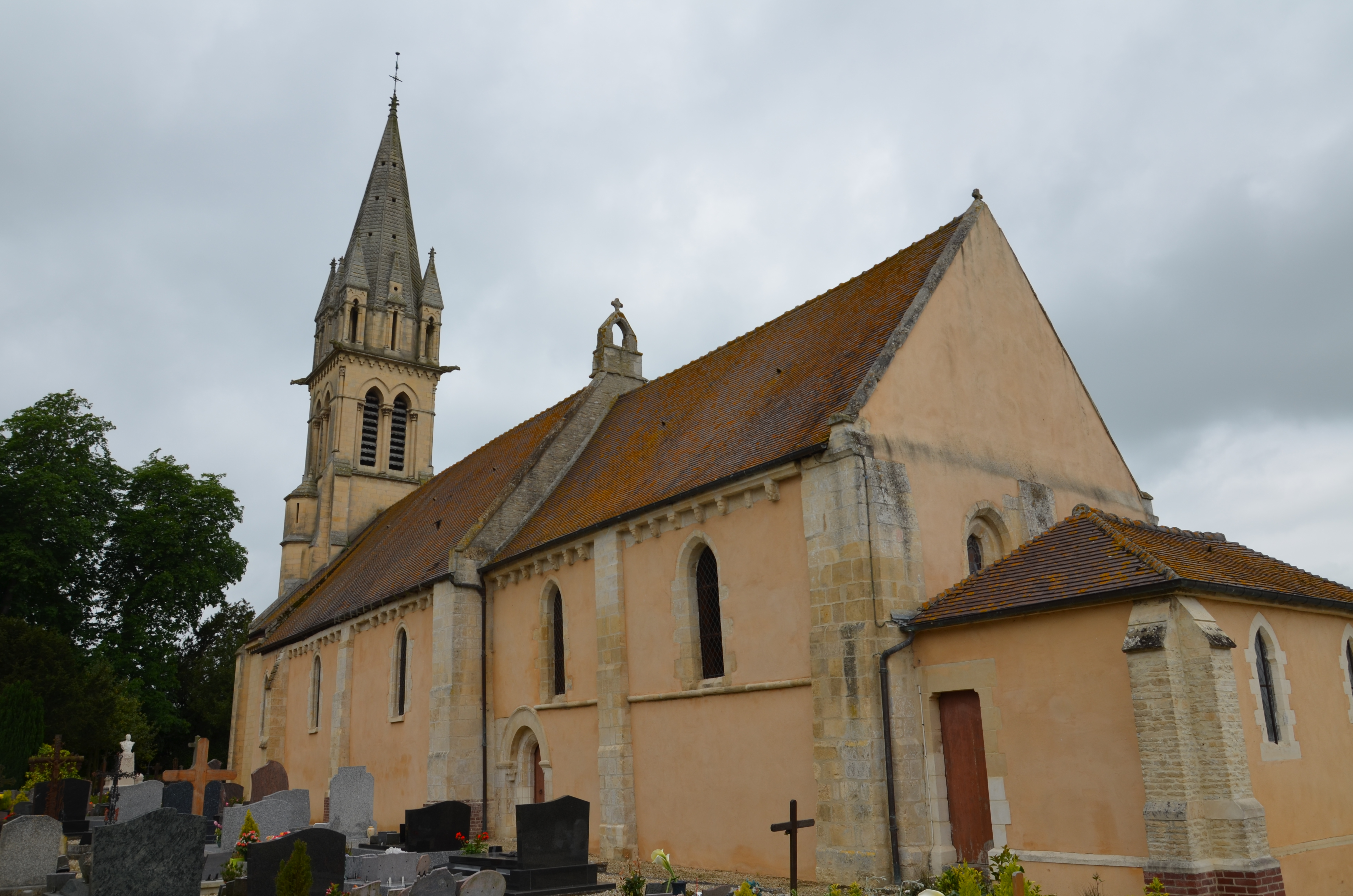
Kirche Saint-Germain

- Kirche Saint-Germain